# Gaius Numisius Maximus
Gaius Numisius Maximus (vollständige Namensform Gaius Numisius Gai filius Velina Maximus) war ein im 1. Jahrhundert n. Chr. lebender Angehöriger des römischen Ritterstandes (Eques).
Durch ein Militärdiplom, das auf den 17. Juni 65 datiert ist, ist belegt, dass Maximus 65 Kommandeur der Cohors VII Breucorum war, die zu diesem Zeitpunkt in der Provinz Germania stationiert war. Er war in der Tribus Velina eingeschrieben und stammte möglicherweise aus Aquileia.